# Hugo van der Goes

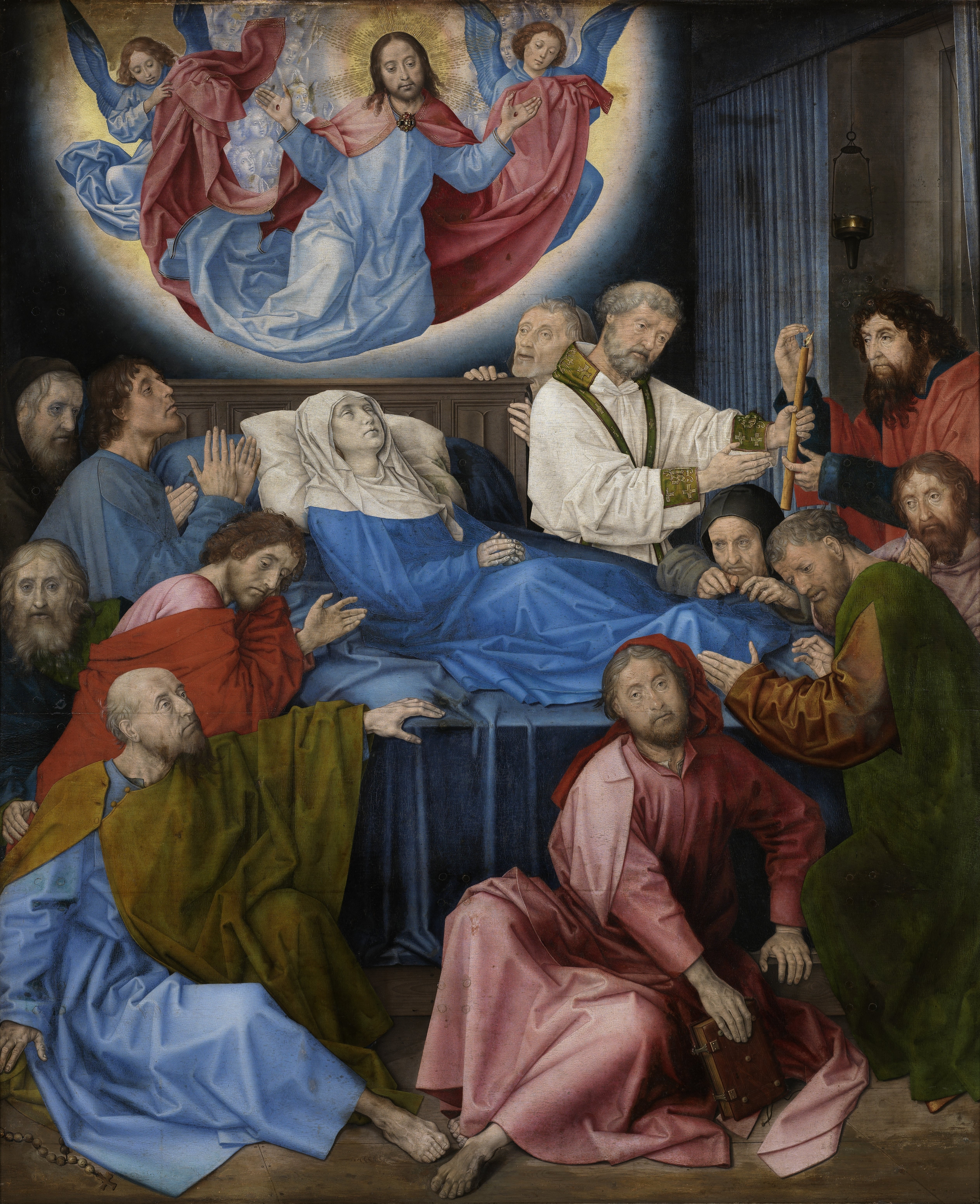
Tod Mariä, um 1480, Groeningemuseum, Brügge

Hugo van der Goes [niederländisch: ɣus] (* etwa 1435/1440 vermutlich in Gent; † 1482 in Oudergem bei Brüssel) war ein flämischer Maler und Hauptmeister der altniederländischen Malerei in der 2. Hälfte des 15. Jahrhunderts.

## Leben
Am 4. Mai 1467 wurde er Meister in der „Malergilde Lucas“ in Gent (durch dieses Ereignis wird van der Goes zum ersten Mal historisch fassbar). Sein Zeuge und Bürge ist Joos van Wassenhove, besser bekannt als Justus van Gent. Anhaltspunkte über eine frühere Malertätigkeit gibt es nicht. 1468 wurde Hugo van der Goes zusammen mit Jacques Daret und anderen Künstlern nach Brügge berufen, um für die Hochzeitsfeierlichkeiten Karls des Kühnen mit Margareta von York die Stadt auszuschmücken.
Von 1474 bis zum 15. August 1476 war er Dekan der Malergilde. Bereits zu Lebzeiten errang er weitreichenden Ruhm, was seine wenigen erhaltenen Arbeiten für Bürgertum und Adel belegen.
Kurz vor dem 1. November 1475 trat er als Laienbruder ins Roode Klooster in der Nähe von Brüssel ein, gab aber die Malertätigkeit während des Aufenthaltes im Kloster nicht auf. Auch hier erhielt der Maler hochrangigen Besuch: So kam sogar der Erzherzog und spätere Kaiser Maximilian, um sich Malereien anzuschauen und Gemälde zu bestellen. Der äußere Anlass für seinen Rückzug ist unbekannt.
1481 unternahm er mit einigen Brüdern eine Reise nach Köln, auf deren Rückfahrt er einen Anfall mit Selbstmordabsichten erlitt. Ob er vor seinem Tode wieder vollständig gesund wurde, ist unbekannt. Nach der Ankunft im Kloster änderte er sein Verhalten: er verzichtete auf die Privilegien und Vorzüge, die er aufgrund seines weit bekannten Rufes vom Prior erhalten hatte.
1482 verstarb van der Goes.

## Ausstellungen
Vom 28. Oktober 2022 bis 5. Februar 2023 zeigt das Musea Brügge im Sint Jans-Hospital Brügge die Sonderausstellung „Den Tod vor Augen. Hugo van der Goes: Alter Meister, neue Blicke“. Zu den Exponaten gehören neben Werken von Van der Goes Gemälde von Hans Memling, Jan Provost und Albrecht Bouts, aber auch Skulpturen, Manuskripte und Musikstücke. Abgerundet wird die Präsentation durch zeitgenössische Beiträge von Berlinde De Bruyckere, Anne Teresa De Keersmaeker, Ilja Leonard Pfeijffer, Sholeh Rezazedeh und Ivo Van Hove.
Die Gemäldegalerie der Staatlichen Museen zu Berlin präsentierte vom 31. März 2023 bis 16. Juli 2023 die Ausstellung „Hugo van der Goes. Zwischen Schmerz und Seligkeit“. Im Zentrum der Ausstellung stehen die beiden großformatigen Tafelbilder von Hugo van der Goes, die sich im Besitz der Gemäldegalerie Berlin befinden: der Monforte-Altar (um 1470) und die Geburt Christi (um 1480).

## Werke (nicht chronologisch)
- Portinari-Triptychon, um 1475, Uffizien, Florenz
- Madonna mit Kind, um 1467–1470, Musei civici di Pavia[4]
- Monforte-Altar, Gemäldegalerie, Berlin
- Die Anbetung der Hirten, Gemäldegalerie, Berlin
- Wiener Diptychon, Kunsthistorisches Museum Wien
- Marientod, Groeningemuseum, Brügge
- Hippolytus-Altar, St. Salvator, Brügge
- Marien-Altärchen, Städel, Frankfurt am Main

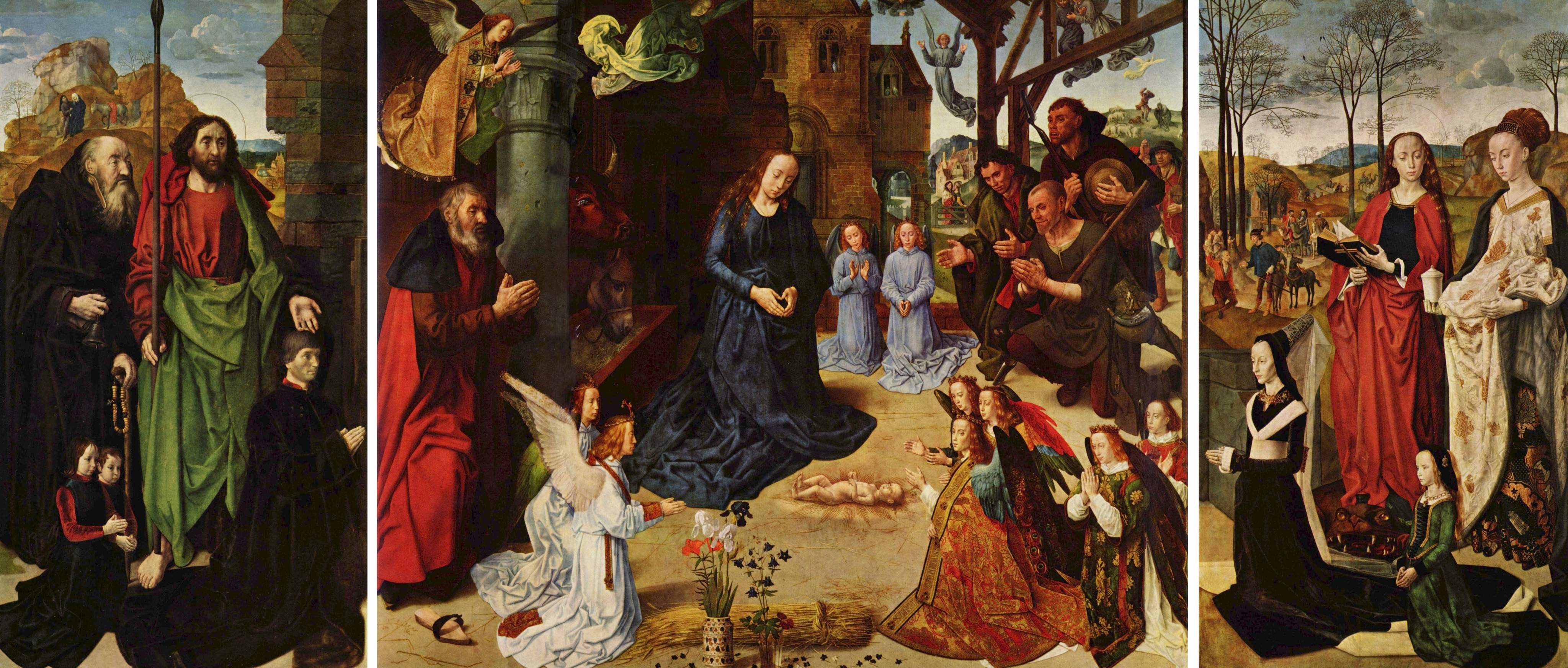
Portinari-Altar, Uffizien, Florenz
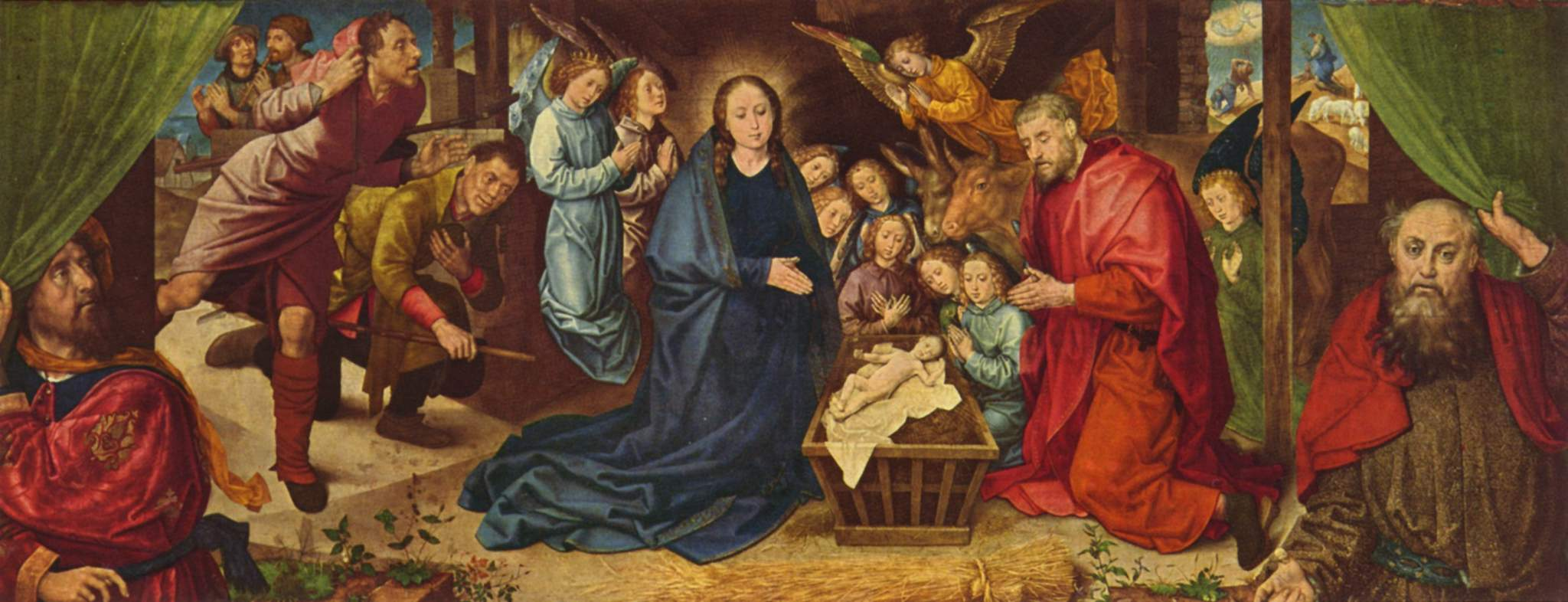
Die Anbetung der Hirten, Gemäldegalerie Berlin
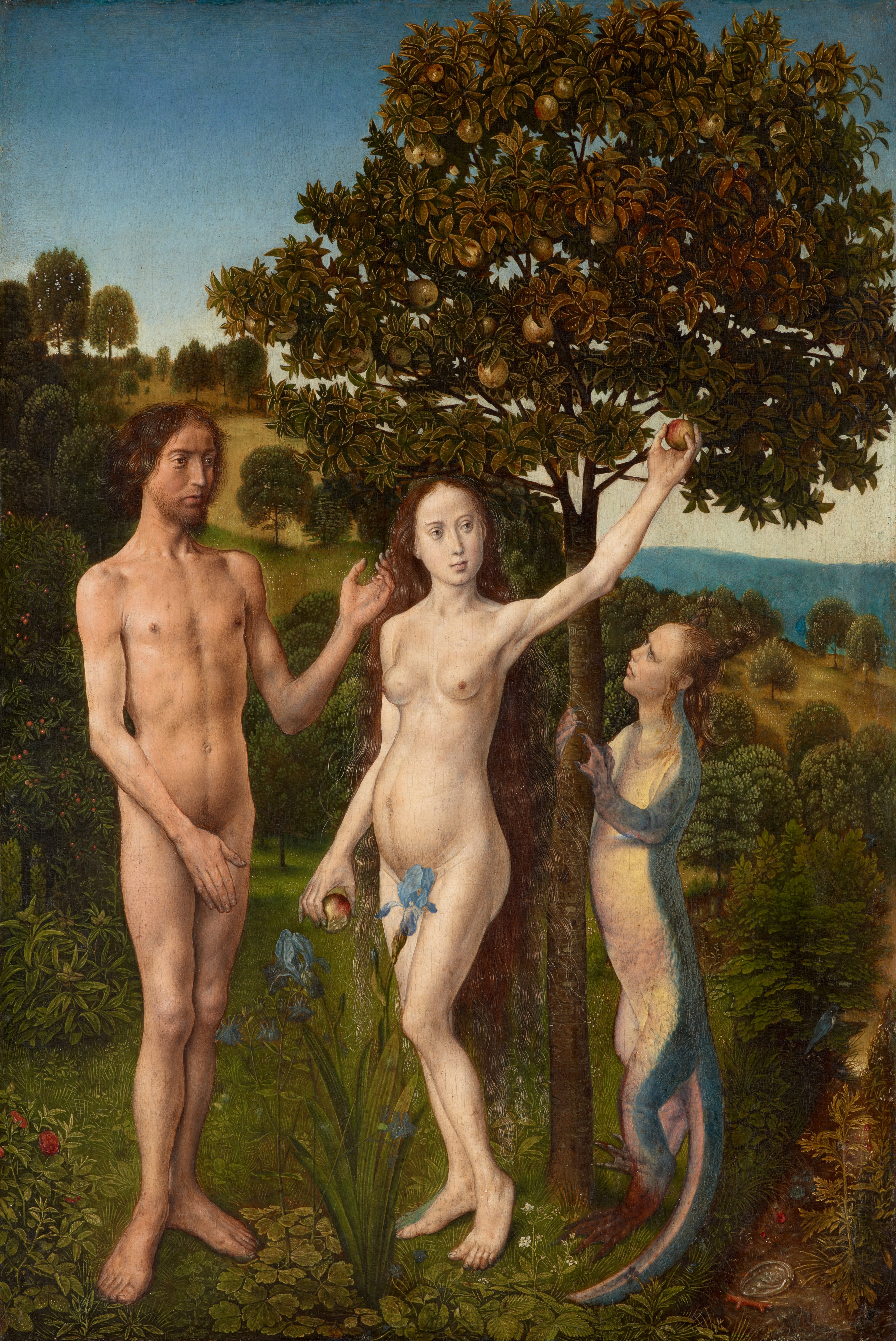
Ein Flügel des Wiener Diptychons
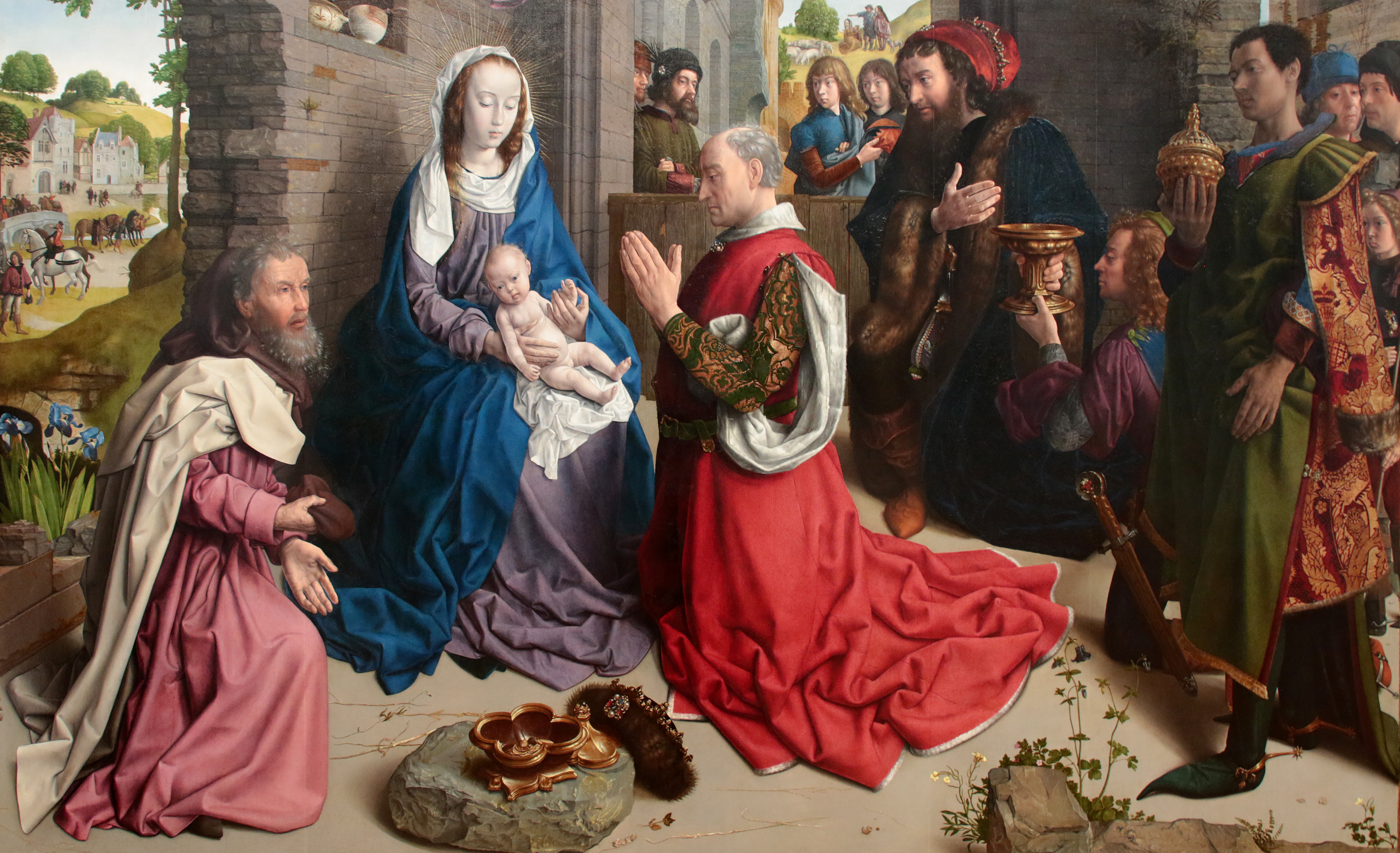
Die Anbetung der Könige (sog. Monforte-Altar), Gemäldegalerie Berlin